# Carlos Cézar (músico)
João Carlos Cezar Dorácio (Pradópolis, 2 de junho de 1942 — Mogi Guaçu, 6 de maio de 2002), foi um compositor, instrumentista, produtor e cantor brasileiro.

## Biografia
Apesar de ter sido registrado como nascido em Pradópolis, seu local de nascimento foi às margens do rio Araguaia.
Começou sua carreira com vários discos gravados em estilo MPB, até que em 1978 migrou para o sertanejo; já neste ano participou do 1º Festival da Rádio e Tv Record, ficando no segundo lugar com a canção "Tropas e Boiadas"; no ano seguinte voltou a participar do concurso, em parceria com José Fortuna, apresentando três composições que ficaram com os três primeiros lugares em meio a mais de cinco mil concorrentes: o primeiro lugar, "Riozinho", foi cantado pelas Irmãs Galvão.
Em 1981 teve início sua dupla com Cristiano, que foi apelidada de "Os Cowboys Andarilhos"; no festival da Record daquele ano a dupla alcançou o primeiro lugar, cantando "O Vai e Vem do Carreiro", novamente feita por ele em parceria com Fortuna; juntos gravaram uma dezena de discos e, quando estavam gravando um CD comemorativo para os vinte anos da dupla, Cezar veio a falecer.
Em 2016 a TVE São Carlos levou ao ar um especial de seu programa "Moda de Viola" em homenagem ao artista.

## Discografia
- 1981 - O Vai e Vem do Carreiro
- 1982 - Os Cowboys Andarilhos
- 1983 - Expresso Boiadeiro
- 1984 - O Filho do Caminhoneiro
- 1985 - Pedra
- 1988 - Carlos Cézar e Cristiano
- 1989 - Carlos Cézar e Cristiano
- 2001 - Dose Dupla
- 2009 - O Melhor de Carlos Cézar e Cristiano